# Onthophagus kozlovi
Onthophagus kozlovi là một loài bọ cánh cứng trong họ Bọ hung (Scarabaeidae).